# Relaciones Birmania-Estados Unidos
Las relaciones Birmania-Estados Unidos son las relaciones diplomáticas entre Estados Unidos y Birmania, conocida oficialmente en la actualidad como Myanmar. La relación política entre Estados Unidos y Myanmar empeoró después de las Manifestaciones antigubernamentales en Birmania de 1988 y la supresión violenta de las demostraciones populares de democracia. La represión posterior, incluida la represión de los manifestantes pacíficos en septiembre de 2007, tensó aún más la relación. Sin embargo, después de los signos de liberalización, el gobierno de los Estados Unidos comenzó el proceso de mejorar sus vínculos con Myanmar en 2011.  Al mejorar los lazos en 2012, la Casa Blanca planeó la nominación de Embajador, la primera desde 1990. El 29 de junio de 2012, el Senado de los Estados Unidos confirmó a Derek Mitchell como Embajador de los Estados Unidos en Myanmar.
En una encuesta de opinión pública de Gallup realizada en 2012, el 30% de los birmanos aprobó el liderazgo de los Estados Unidos, con un 67% de incertidumbre y un 3% de desaprobación.

## Historia

### Relaciones delsigloXIX
El primer contacto entre la [Dinastía Konbaung] de Birmania y los Estados Unidos fueron las cartas enviadas por el Rey Mindon en 1856-7 a los Presidentes Franklin Pierce y James Buchanan. El rey Mindon esperaba un tratado bilateral que ayudaría a proporcionar cierta protección contra el Imperio británico.

### Relaciones de los años 90
Massachusetts intentó sancionar a Myanmar directamente en 1996, pero esos esfuerzos demostraron inconstitucional. Más tarde, el gobierno federal de los Estados Unidos impuso amplias sanciones contra Myanmar bajo varios vehículos legislativos y políticos diferentes. La Ley de Libertad y Democracia de Myanmar (BFDA, por sus siglas en inglés), aprobada por el Congreso y firmada por el presidente en 2003, incluyó una prohibición a todas las importaciones de Myanmar, una prohibición a la exportación de servicios financieros a Myanmar, una congelación de los activos de ciertas instituciones financieras birmanas y prorrogó las restricciones visa a los funcionarios birmanos. El Congreso ha renovado anualmente la BFDA, la más reciente en julio de 2010.

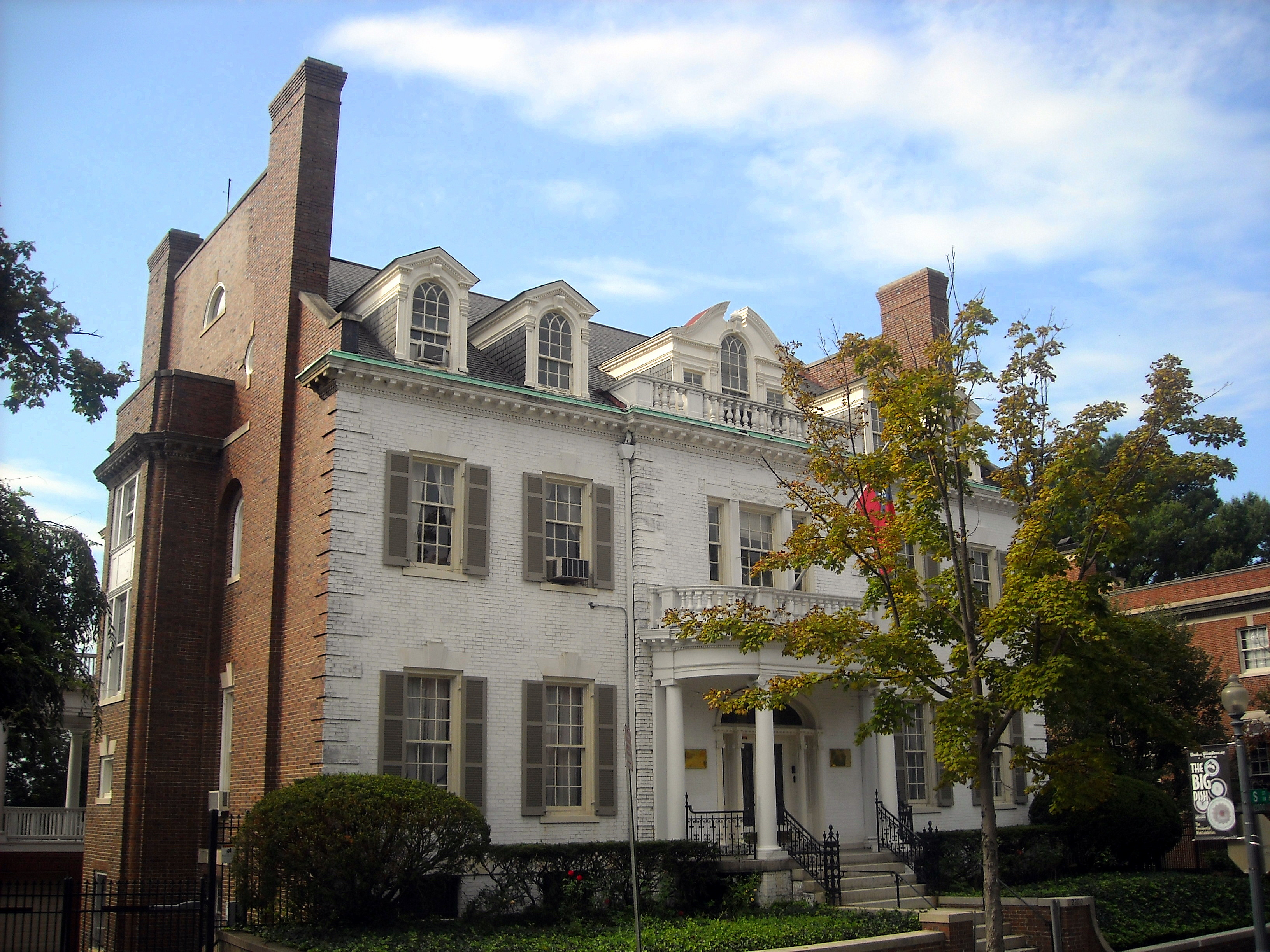
Embajada de Myanmar en Washington D. C.

### Relaciones en los años 2000
Desde el 27 de septiembre de 2007, el Departamento del Tesoro de los Estados Unidos designó a 25 altos funcionarios del gobierno birmano como sujetos a un bloqueo de activos según la Orden Ejecutiva 13310. El 19 de octubre de 2007, el presidente George W. Bush anunció una nueva Orden Ejecutiva (EO 13448) que amplía la autoridad para bloquear los activos a las personas responsables de los abusos [a los derechos humanos] y la corrupción pública, así como a quienes brindan apoyo material y financiero al régimen.
Además, desde mayo de 1997, el gobierno de los Estados Unidos ha prohibido nuevas inversiones por parte de personas o entidades de los Estados Unidos. Varias compañías estadounidenses abandonaron el mercado de Myanmar incluso antes de la imposición de sanciones debido al empeoramiento del clima de negocios y las crecientes críticas de grupos de derechos humanos, consumidores y accionistas. Los Estados Unidos también han impuesto contramedidas a Myanmar debido a sus medidas inadecuadas para eliminar lavado de dinero.
Debido a sus violaciones particularmente severas de libertad religiosa, los Estados Unidos han designado a Myanmar como País de Preocupación Particular (CPC) bajo la Ley Internacional de Libertad Religiosa. Myanmar también ha sido designado como País de Nivel 3 en el Informe de Trata de Personas por su uso de trabajo forzado, y está sujeto a sanciones adicionales como resultado. La relación política entre Estados Unidos y Myanmar empeoró después del golpe militar de 1988 y la represión violenta de las manifestaciones a favor de la democracia. La represión posterior, incluida la brutal represión contra manifestantes pacíficos en septiembre de 2007, tensó aún más la relación.
Los Estados Unidos redujeron su nivel de representación en Myanmar de Embajador a Encargado de Negocios después de la represión del gobierno contra la oposición democrática en 1988 y su incapacidad para honrar los resultados de las elecciones parlamentarias de 1990.

### Actividades militares encubiertas en Myanmar
El 10 de septiembre de 2007, el gobierno birmano acusó a la CIA de asesinar a un rebelde Karen comandante de la KNU que quería negociar con el gobierno militar.
Se explora más a fondo en: Namebase (libros de referencias cruzadas sobre las actividades de la CIA en Myanmar).

Según las filtraciones de WikiLeaks, los Estados Unidos financiaron algunos de los grupos de la sociedad civil en Myanmar que obligaron al gobierno a suspender la controvertida Presa Myitsone china en el Río Irrawaddy .  
Según los informes de los medios de comunicación que citan documentos publicados por Der Spiegel de Alemania en 2010, la Embajada de los Estados Unidos en Yangon es el sitio de una instalación de vigilancia electrónica. utilizado para monitorear teléfonos y redes de comunicaciones, administrado conjuntamente por el grupo Agencia Central de Inteligencia y Agencia de Seguridad Nacional conocido como Servicio Especial de Recolección.

## Historia reciente

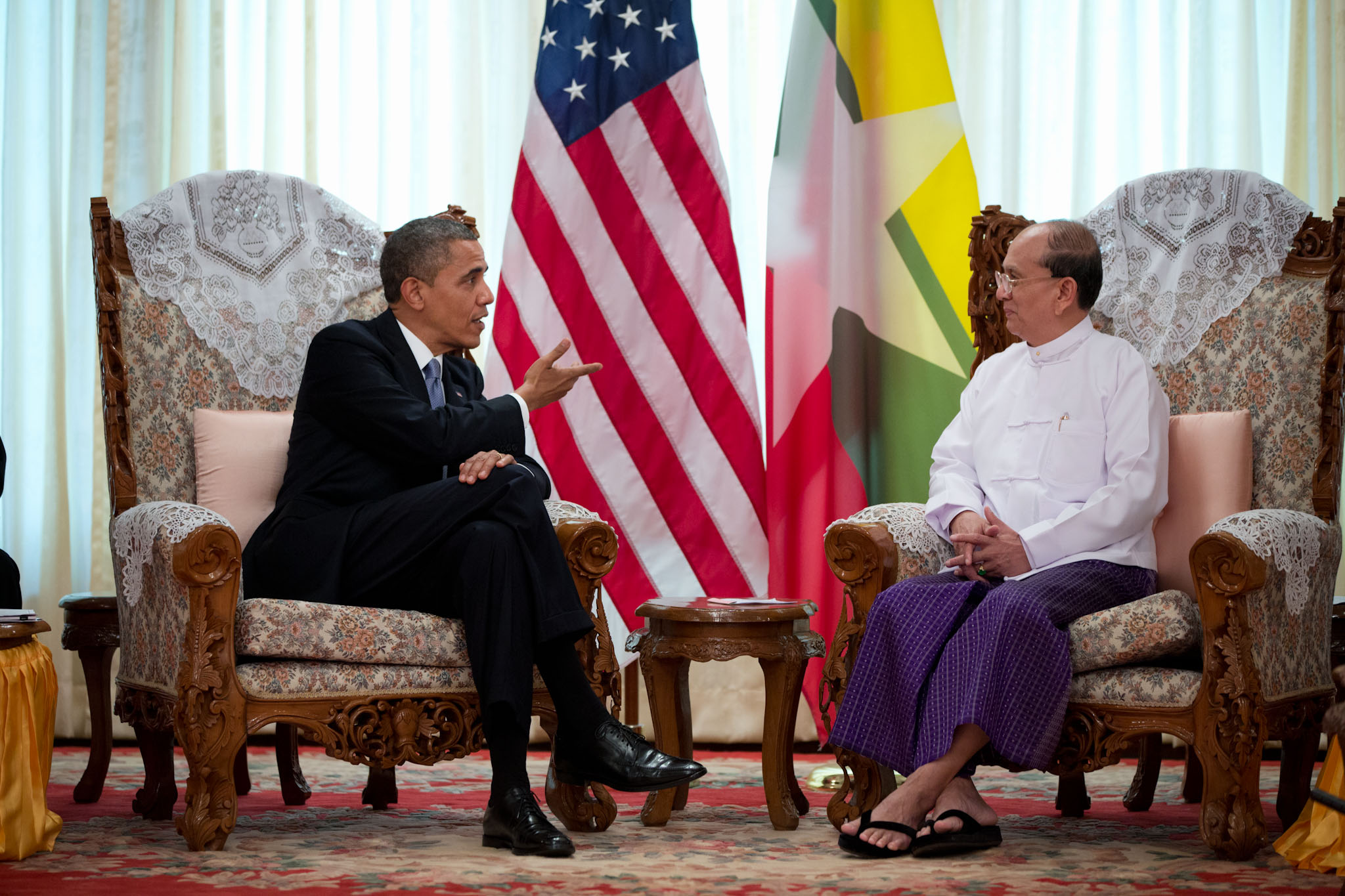
Thein Sein se reúne con el presidente de los Estados Unidos Barack Obama en Yangon, 19 de noviembre de 2012

La Secretaria de Estado de EE. UU., Hillary Clinton, visitó Myanmar entre noviembre y diciembre de 2011. En esta visita, la primera por parte de una Secretaria de Estado desde 1955, Clinton se reunió con el Presidente de Birmania, Thein Sein, en la capital Naypyidaw, y luego se reunió con el activista por la democracia Aung San Suu Kyi en Yangon. Estados Unidos anunció un relajamiento de las restricciones en la ayuda y planteó la posibilidad de un intercambio de embajadores.
El 13 de enero de 2012, la Secretaria de Estado de los EE. UU., Hillary Clinton, anunció que Estados Unidos intercambiará embajadores con Myanmar, luego de una histórica amnistía de presos políticos birmanos.
El jueves 17 de mayo de 2012, la Oficina de Prensa de la Casa Blanca anunció que el presidente Barack Obama había nominado Derek Mitchell a Senador para la confirmación de que se desempeñe como Embajador en Myanmar. Luego de ser confirmado por el Senado de los EE. UU. a fines de junio, Derek Mitchell, el primer embajador de los EE. UU. en Myanmar en 22 años, asumió formalmente su trabajo el 11 de julio de 2012 al presentar sus credenciales al presidente Thein Sein en la mansión presidencial de la capital Naypyitaw.
En julio de 2012, los Estados Unidos suavizaron formalmente las sanciones contra Myanmar. La secretaria de Estado Hillary Clinton anunció planes en la primavera de 2012 para una "reducción dirigida" de las sanciones para permitir que los dólares estadounidenses ingresen al país, pero las empresas no pudieron avanzar hasta que se suspendieran formalmente las sanciones. El presidente Obama ordenó en julio de 2012 al Departamento del Tesoro de los Estados Unidos emitir dos licencias, una que otorgaba un permiso especial para la inversión en Myanmar y la otra que permitía los servicios financieros. Aunque los planes para levantar las restricciones a la inversión se anunciaron en mayo de 2012, el cambio esperaba lo que los funcionarios de la administración dijeron que eran requisitos de informes detallados sobre las compañías estadounidenses que realizan negocios en Myanmar, junto con la creación de mecanismos para evitar los lazos económicos de los EE. UU. con los poderosos militares birmanos y las personas y compañías involucradas. En los abusos a los derechos humanos. El presidente Obama también emitió una orden ejecutiva que amplía las sanciones existentes contra personas que violan los derechos humanos para incluir a quienes amenazan el proceso de reestructuración política de Myanmar.
Los Estados Unidos no han permitido la inversión en entidades militares de propiedad de las fuerzas armadas de Myanmar o su Ministerio de Defensa. También reforzó su capacidad de imponer sanciones a "aquellos que menoscaban el proceso de reforma, cometen abusos contra los derechos humanos, contribuyen al conflicto étnico o participan en el comercio militar con Corea del Norte". con los "nacionales especialmente designados" o empresas que controlan, lo que permite a Washington, por ejemplo, evitar que el dinero fluya hacia grupos que interrumpen el proceso de reforma. El presidente Obama también creó un nuevo poder para que el gobierno imponga "sanciones de bloqueo" a cualquier persona que amenace la paz en Myanmar. Las empresas con más de $ 500.000 en inversiones en el país deberán presentar un informe anual al Departamento de Estado, con detalles sobre los derechos de los trabajadores, las adquisiciones de tierras y cualquier pago de más de $ 10,000 a entidades gubernamentales, incluidas las empresas estatales de Myanmar. Se permitirá a las compañías y personas estadounidenses invertir en la empresa estatal de petróleo y gas Myanmar, pero cualquier inversionista deberá notificar al Departamento de Estado dentro de los 60 días. Esto fue criticado por los grupos de derechos humanos. "La nueva política del gobierno de los Estados Unidos que permite la actividad comercial en el polémico sector petrolero de Myanmar con requisitos de información no impedirá de manera adecuada que las nuevas inversiones alimenten los abusos y socavan la reforma", dijo en una declaración Human Rights Watch, con sede en Nueva York.“Al permitir acuerdos con la compañía petrolera estatal de Myanmar, los Estados Unidos parecen haber caído ante la presión de la industria y han socavado a Aung San Suu Kyi y otros en Myanmar que están promoviendo la responsabilidad del gobierno”, Arvind Ganesan, Director de Negocios y Derechos Humanos de HRW dijo.
En septiembre de 2016, Aung San Suu Kyi como Consejera de Estado de Myanmar visitó Estados Unidos y estableció un hito en la relación entre Estados Unidos y Myanmar mediante la emisión de una declaración conjunta en la que el presidente Obama está levantando la Orden Ejecutiva. marco de las sanciones de Myanmar al mismo tiempo que se restauran los beneficios comerciales del Sistema Generalizado de Preferencias (SGP) a Myanmar.
En octubre de 2017, en respuesta a los 600.000 refugiados desplazados de sus hogares durante la actual crisis de Rohingya, los Estados Unidos retiraron la ayuda militar a algunas unidades de Myanmar responsables del desplazamiento. El Departamento de Estado emitió una declaración diciendo que los líderes actuales y anteriores de la alta dirección del ejército birmano ya no serían considerados para las exenciones de viaje de la Ley JADE, que ninguna unidad ni oficiales involucrados en la persecución de Rohingya serían elegibles para los programas de asistencia de los EE. UU. Las fuerzas de seguridad de Myanmar ya no fueron invitadas a asistir a eventos patrocinados por los Estados Unidos. El Departamento de Estado reiteró su apoyo al proceso de democratización de Myanmar, así como el alivio para los perseguidos de Rohingya.
Los Estados Unidos no volvieron a imponer sanciones de inmediato en Myanmar como respuesta a esto, que fue criticada por legisladores congresistas y activistas de derechos humanos. En la audiencia del Congreso de octubre de 2017, el Subsecretario de Estado Adjunto para Asuntos de Asia Oriental y el Pacífico, Patrick Murphy, explicó que, además de correr el riesgo de ineficacia, imponer sanciones podría debilitar la influencia de los Estados Unidos en Myanmar.
En diciembre de 2017, los Estados Unidos impusieron una lista negra a Maung Maung Soe, jefe del Comando Occidental del ejército de Myanmar, responsable de la violencia hacia los rohingya. Siguiendo una orden ejecutiva del presidente Trump, que permite a la Oficina de Control de Activos Extranjeros del Departamento del Tesoro imponer sanciones a funcionarios extranjeros por abusos a los derechos humanos, el Departamento congeló los activos de Soe en los Estados Unidos y prohibió a los estadounidenses realizar transacciones comerciales con él.
En agosto de 2018, el Departamento del Tesoro de los Estados Unidos promulgó estas sanciones económicas a cuatro comandantes militares y policiales de Myanmar en una declaración, refiriéndose a la violencia contra los rohingya como "limpieza étnica". Los objetivos de esta sanción son: Aung Kyaw Zaw, Khin Maung Soe, Khin Hlaing, Thura San Lwin, así como la 33rd División de Infantería Ligera del Ejército de Birmania y la 99.ª División de Infantería Ligera.
En septiembre de 2018, el Departamento de Estado publicó un informe titulado "Documentación de atrocidades en el estado de Rakhine del Norte", en el que se detalla la violencia sufrida por los refugiados rohingya y se abstiene de usar el término "limpieza étnica". En abril de 2018, el Departamento de Estado emitió una declaración en la que anunciaba $ 50 millones adicionales y un total de $ 255 millones desde el año fiscal 2017 que se destinarán a la ayuda humanitaria para los refugiados rohingya. La declaración también señaló que esta contribución se vio afectada por el apoyo de los legisladores del Congreso.

## Misiones diplomáticas
La Embajada de los Estados Unidos en Myanmar se encuentra en Rangún, mientras que la representación diplomática birmana en los Estados Unidos tiene su sede en Washington D. C.

### Principales funcionarios de la Embajada de los Estados Unidos en Rangún
- Embajador Scot Marciel